# Brygada im. Giuseppe Garibaldiego
XII Brygada Międzynarodowa im. Giuseppe Garibaldiego – jedna z brygad walcząca w hiszpańskiej wojny domowej po stronie republikańskiej.                    
Zmobilizowana 22 października 1936 w Albacete w Hiszpanii. Wchodziła w skład formacji Brygady Międzynarodowe, a jej szeregi zasilali antyfaszyści włoscy, walczący po stronie republikańskiej wspieranej przez rząd ZSRR przeciwko oddziałom gen. Francisco Franco, wspieranym przez faszystowskie rządy III Rzeszy i Włoch. W czasie bitwy nad Ebro wchodziła w skład 45 Dywizja Piechoty. 
Jej patronem był Giuseppe Garibaldi, natomiast pierwszym dowódcą Máté Zalka.

## Dowództwo brygady
Dowódcy:
- Paul Luckács
- Randolfo Pacciardi
- Carlo Penchienati
- Nino Raimondi
- François Bernard
- Arturo Zanoni
- Eloi Pardinas
- Martino Martini
- mjr Luis Rivas[2]

Komisarz polityczny:
- Emilio Suardi[2]